# Lagynochthonius typhlus
Lagynochthonius typhlus är en spindeldjursart som beskrevs av William B. Muchmore 1991. Lagynochthonius typhlus ingår i släktet Lagynochthonius och familjen käkklokrypare. Inga underarter finns listade i Catalogue of Life.